# Mike Lanigan
 (mai 2016).
Si vous disposez d'ouvrages ou d'articles de référence ou si vous connaissez des sites web de qualité traitant du thème abordé ici, merci de compléter l'article en donnant les références utiles à sa vérifiabilité et en les liant à la section « Notes et références ».
Michael "Mike" Lanigan est un homme d'affaires et un propriétaire d'écuries automobiles américain.

## Biographie
Il a commencé sa carrière professionnelle dans l'entreprise paternelle Mi-Jack Products, fabricant américain de grues spécialisées, quand il a fondé en 1973 à Indianapolis (Indiana) une nouvelle filiale. Après huit ans dans la construction de grues et la distribution de matériel d'installations dans l'ensemble du centre des États-Unis, il retourne à Chicago en tant que vice-Président de la compagnie.
En 1989, Mike a accepté le poste de président de Mi-Jack. Durant son mandat de président, Mike, avec ses frères Jack Jr. et Dan, a consolidé les activités de Mi-Jack en Amérique et a lancé l'entreprise dans l'arène internationale en Amérique centrale et du Sud. C'est en 1992 que l'entreprise commence à sponsoriser des voitures en CART et 500 miles d'Indianapolis.
De 2001 à 2006, Lanigan est copropriétaire de Mi-Jack Conquest Racing avec Eric Bachelart. L'équipe a participé à l'IndyCar Series en 2001 et 2002, avant de passer à la Champ Car en 2003. Les pilotes qui ont couru pour l'équipe sont, entre autres, Justin Wilson, Nelson Philippe, Andrew Ranger et Graham Rahal. Après la vente de ses parts de l'équipe, il est devenu partenaire de l'équipe Newman/Haas Racing, qui a été rebaptisée Newman/Haas/Lanigan Racing de 2007 à 2010. Il a quitté ce partenariat au cours de la saison 2010.
En décembre 2011, il investit dans l'écurie Rahal Letterman Racing qui participe aux championnats IndyCar Series et American Le Mans Series. L'écurie devient Rahal Letterman Lanigan Racing ou RLL Racing.
Mike réside à New Lenox (Illinois) avec son épouse, Mary Kay et a cinq enfants.